# Joaquim Fernandes Lopes Ramos

Joaquim Fernandes Lopes Ramos (Capivary, atualmente Silva Jardim) foi um importante fazendeiro, usineiro  e político brasileiro do século XIX.

## Biografia
Além de suas atividades como um grande fazendeiro no município de Capivary, Lopes Ramos notabilizou-se por ter participado efetivamente da vida política local. Foi também major da Guarda Nacional e oficial da Imperial Ordem da Rosa.
Filho de Antonio Ferreira Lopes e de Roza Maria da Conceição, descendeu, e foi herdeiro, de uma antiga família de sesmeiros da região compreendida entre os rios Bacaxá e São João. O conjunto de suas 13 propriedades integravam um dos maiores latifúndios da região.
O sucesso e a influência de alguns grandes fazendeiros de Capivary, na primeira metade do século XIX, facilitaram a elevação da pequena localidade, então integrante do município de Cabo Frio, à categoria de vila, em 1841, tornando-se independente. Lopes Ramos era o quarto maior fazendeiro local, sendo ainda dono da única fábrica de açúcar da região. Assim, juntamente com José Pinto Coelho, Francisco Leite de Brito, Manoel Pinto Coelho e Luís Gomes Silva Leite, se comprometeu a custear e construir a câmara municipal e a cadeia da nova vila. A exemplo de outros importantes fazendeiros locais, ocupou diversos cargos na administração da nova vila. Por mais de uma vez foi juiz substituto municipal, juiz de órfãos, membro do conselho das escolas e de conselhos de obras públicas, bem como era um dos poucos eleitores da região. 
Falecido no início da década de 1860, Lopes Ramos deixou geração de seu casamento com Bárbara Maria da Conceição. 